# 50 kilomètres marche masculin aux championnats du monde d'athlétisme 2019
Pour un article plus général, voir Championnats du monde d'athlétisme 2019.
Navigation
Londres 2017
L'épreuve du 50 kilomètres marche masculin des championnats du monde de 2019 se déroule le 28 septembre 2019 dans les rues de Doha, au Qatar. La course est remportée par le Japonais Yusuke Suzuki en 4 h 04 min 20 s devant le Portugais Joao Vieira et le Canadien Evan Dunfee. En raison des conditions climatiques, il s'agit du 50 kilomètres marche le plus lent de l'histoire des championnats du monde.

## Résultats
| Rang               | Nom                    | Nationalité      | Temps   | Notes |
| ------------------ | ---------------------- | ---------------- | ------- | ----- |
| Médaille d'or      | Yusuke Suzuki          | Japon            | 4:04:20 |       |
| Médaille d'argent  | João Vieira            | Portugal         | 4:04:59 |       |
| Médaille de bronze | Evan Dunfee            | Canada           | 4:05:02 |       |
| 4                  | Niu Wenbin             | Chine            | 4:05:36 |       |
| 5                  | Luo Yadong             | Chine            | 4:06:49 |       |
| 6                  | Brendan Boyce          | Irlande          | 4:07:46 |       |
| 7                  | Carl Dohmann           | Allemagne        | 4:10:22 |       |
| 8                  | Jesús Ángel García     | Espagne          | 4:11:28 |       |
| 9                  | Maryan Zakalnytskyy    | Ukraine          | 4:12:28 | SB    |
| 10                 | Narcis Mihăilă         | Roumanie         | 4:13:56 |       |
| 11                 | Quentin Rew            | Nouvelle-Zélande | 4:15:54 |       |
| 12                 | Ato Ibáñez             | Suède            | 4:17:04 |       |
| 13                 | Rafał Augustyn         | Pologne          | 4:20:25 |       |
| 14                 | Mathieu Bilodeau       | Canada           | 4:21:13 |       |
| 15                 | Arturas Mastianica     | Lituanie         | 4:21:54 |       |
| 16                 | Michele Antonelli      | Italie           | 4:22:20 |       |
| 17                 | Alexandros Papamichail | Grèce            | 4:22:39 |       |
| 18                 | Horacio Nava           | Mexique          | 4:24:16 |       |
| 19                 | Marc Tur               | Espagne          | 4:24:38 |       |
| 20                 | Jarkko Kinnunen        | Finlande         | 4:25:36 |       |
| 21                 | Arnis Rumbenieks       | Lettonie         | 4:28:18 |       |
| 22                 | Artur Brzozowski       | Pologne          | 4:30:17 |       |
| 23                 | Jonathan Hilbert       | Allemagne        | 4:30:43 |       |
| 24                 | Marc Mundell           | Afrique du Sud   | 4:41:39 |       |
| 25                 | Valeriy Litanyuk       | Ukraine          | 4:42:18 |       |
| 26                 | Bence Venyercsán       | Hongrie          | 4:45:04 |       |
| 27                 | Hayato Katsuki         | Japon            | 4:46:10 |       |
| 28                 | Rafał Sikora           | Pologne          | 4:50:08 | SB    |
|                    | Ivan Banzeruk          | Ukraine          | DNF     | DNF   |
| Teodorico Caporaso | Italie                 |                  | DNF     | DNF   |
| Andrés Chocho      | Équateur               |                  | DNF     | DNF   |
| José Ignacio Díaz  | Espagne                |                  | DNF     | DNF   |
| Yohann Diniz       | France                 |                  | DNF     | DNF   |
| Dzmitry Dziubin    | Biélorussie            |                  | DNF     | DNF   |
| Máté Helebrandt    | Hongrie                |                  | DNF     | DNF   |
| Tomohiro Noda      | Japon                  |                  | DNF     | DNF   |
| Isaac Palma        | Mexique                |                  | DNF     | DNF   |
| Aku Partanen       | Finlande               |                  | DNF     | DNF   |
| Nathaniel Seiler   | Allemagne              |                  | DNF     | DNF   |
| Matej Tóth         | Slovaquie              |                  | DNF     | DNF   |
| Claudio Villanueva | Équateur               |                  | DNF     | DNF   |
| Wang Qin           | Chine                  |                  | DNF     | DNF   |
| Cameron Corbishley | Royaume-Uni            | DQ               | DQ      |       |
| Håvard Haukenes    | Norvège                | DQ               | DQ      |       |
| Dominic King       | Royaume-Uni            | DQ               | DQ      |       |
| Ruslans Smolonskis | Lettonie               | DQ               | DQ      |       |

## Légende
Records et Performances
- AR : Record continental (area record)
- CR : Record des championnats (championship record)
- MR : Record du meeting (meet record)
- NR : Record national (national record)
- OR : Record olympique (olympic record)
- PR : Record paralympique (paralympic record)
- PB : Record personnel (personal best)
- SB : Meilleure performance personnelle de la saison (season's best)
- WL : Meilleure performance mondiale de l'année (world leader)
- WJR : Record du monde junior (world junior record)
- WR : Record du monde (world record)

Circonstances et Conditions
- DNF : N'a pas terminé (did not finish)
- DNS : N'a pas pris le départ (did not start)
- DQ : Disqualification (disqualification)
- NM : Aucun essai valable enregistré (No Mark)
- Q : Qualifié « directement » au prochain tour (ou à la prochaine compétition), lors d'une compétition majeure, grâce au classement ou à la réalisation des minima (automatic qualifier)
- q : Qualifié au prochain tour (ou à la prochaine compétition), lors d'une compétition majeure, grâce au repêchage ou à la réalisation de l'une des meilleures performances parmi celles des « non qualifiés directement » (grâce au meilleur temps ou à la meilleure distance par exemple) (secondary qualifier)